# Trou oxyanion

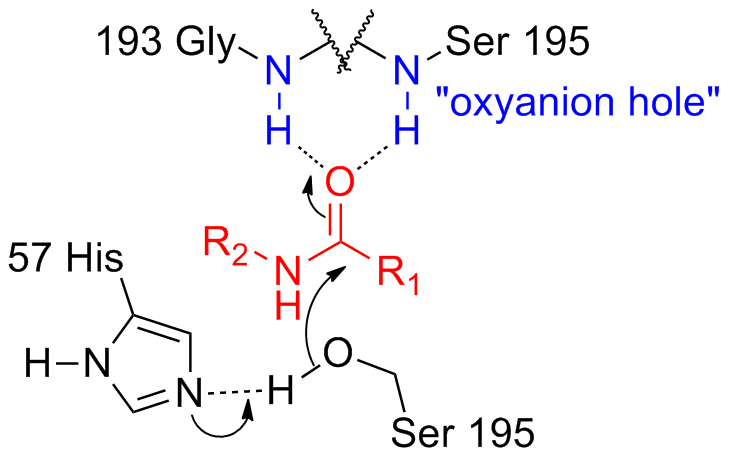
Le trou oxyanion

Un trou oxyanion est une cavité dans la structure d'une enzyme qui stabilise un atome d'oxygène ou un alcoolate déprotoné, souvent en le plaçant à proximité d'un résidu chargé positivement. Ceci peut contribuer à liaison au substrat de deux façons :
- il peut stabiliser directement l'état de transition d'une réaction en stabilisant l'anion, par exemple l'intermédiaire tétraédrique formé lors de la réaction protéolytique catalysée par la chymotrypsine ;
- il peut permettre l'insertion où le positionnement d'un substrat qui serait autrement bloqué par encombrement stérique s'il ne pouvait occuper cette cavité, comme le 2,3-diphosphoglycérate dans l'hémoglobine.